# Грънчар (Пирин)
Вижте пояснителната страница за други значения на Грънчар.
Грънчар е бивше село в Югозападна България, разположено на територията на Община Кресна, област Благоевград.

## География
Селото се е намирало в западното подножие на Пирин, северно от Врабча, на пътя от Горна Градешница за Влахи.

## История
В „Етнография на вилаетите Адрианопол, Монастир и Салоника“, издадена в Константинопол в 1878 година и отразяваща статистиката на населението от 1873 Грънчар (Grëntchar) е посочено като село в Мелнишка каза с 31 домакинства и 70 жители мюсюлмани.
Към 1900 година според статистиката на Васил Кънчов („Македония. Етнография и статистика“) в Грънчар живеят 260 души, всички българи мохамедани.